# Staatliche Feuerwehrschule Regensburg
Die Staatliche Feuerwehrschule Regensburg ist eine von drei Landesfeuerwehrschulen in Bayern und befindet sich in Lappersdorf in der Oberpfalz.

## Chronik
Sie wurde 1931 als erste Landesfeuerwehrschule in Bayern gegründet und hatte ihren Sitz ursprünglich in Landshut. Da die dortigen Räumlichkeiten den Anforderungen aber bald nicht mehr gewachsen waren, wurde die Schule 1937 nach Regensburg verlegt. Zunächst war sie im vormaligen Bezirkskrankenhaus in Stadtamhof untergebracht. Nach dem Ende des Zweiten Weltkriegs ruhte der Lehrbetrieb vom April 1945 bis zum Herbst 1946. Trotz mehrerer Erweiterungen der Schule wurde auch in Stadtamhof der Platz allmählich zu eng, weshalb Anfang der 1970er Jahre auf einem rund 40.000 m² großen Grundstück in Lappersdorf ein komplett neuer Gebäudekomplex errichtet wurde. Das Altgebäude ist heute Sitz der Polizeiinspektion Regensburg Nord.

## Schulleiter
- 1931–1937: Georg Eichhammer
- 1937–1945: Eugen Faatz (von 1939–1945 durch Eichhammer vertreten)
- 1946–1948: Georg Fottner
- 1948–1950: Georg Eichhammer
- 1950–1952: Erhard Schmitt
- 1952–1956: Georg Eichhanuner
- 1956–1977: Ernst Bierau
- 1977–1987: Alto Sittler
- 1987–2007: Lutz Rieck
- seit 2007: Rainer Emmerich[2]

## Fuhrpark
Der Fuhrpark der Feuerwehrschule besteht aus Einsatzleitfahrzeugen, Feuerlöschfahrzeugen, Hubrettungsfahrzeugen, Rüst- und Gerätefahrzeugen, Gerätefahrzeugen Gefahrgut, Nachschubfahrzeugen, Mannschaftstransportfahrzeugen, sonstigen speziellen Fahrzeuge und Anhänger, Betriebsfahrzeugen und Arbeitsgeräten sowie Feuerwehrbooten.